# بوي ميتس ورلد
Boy meets world   عبارة عن حلقات هزلية تلفزيونية أميركية، تحكى أحداث الحياة اليومية لكوري ماثيوز منذ كان صبيا صغيرا حتى أصبح رجلا متزوجا، لعب دوره بن سافاج. عرضت الحلقات على مدى سبعة مواسم من عام 1993 حتي 2000 على تلفزيونABC ، وهو جزء من شبكة TGIF.

## روابط خارجية
- بوي ميتس ورلد على موقع IMDb (الإنجليزية)
- بوي ميتس ورلد على موقع ميتاكريتيك (الإنجليزية)
- بوي ميتس ورلد على موقع روتن توميتوز (الإنجليزية)
- بوي ميتس ورلد على موقع فيلمافينيتي (الإسبانية)
- بوي ميتس ورلد على موقع كينوبويسك (الروسية)
- بوي ميتس ورلد على موقع ألو سيني (الفرنسية)
- بوي ميتس ورلد على موقع قاعدة بيانات الفيلم (الإنجليزية)